# Pseudeusemia angustipennis
Pseudeusemia angustipennis là một loài bướm đêm trong họ Geometridae.